# النجدة (أغنية البيتلز)

النجدة (البيتلو 1965)

النجدة (بالإنجليزية: Help) أغنية لفريق الروك البريطاني البيتلز، وكانت بمثابة الأغنية الرئيسية لفيلم 1965  والذي يحمل نفس عنوان الأغنية، وألبوم الموسيقى التصويرية الخاص بالفيلم. تم إصدارها كأغنية فردية في يوليو 1965، وإحتلت المركز الأول لمدة ثلاثة أسابيع في الولايات المتحدة والمملكة المتحدة. تنسب الأغنية إلى لينون ومكارتني، والواقع أن «النجدة» كتبها جون لينون مع بعض المساعدة من بول مكارتني. خلال مقابلة جون لينون مع مجلة «بلاي بوي» عام 1980 روى لينون: «كان شيء البيتلز بأكمله بعيدًا عن الفهم. وكنت أصرخ بلا وعي طلباً للمساعدة».
تم تصنيفها في المرتبة 29 في قائمة أفضل 500 أغنية على الإطلاق لرولينج ستون في عامي 2004 و 2010، ثم أعيد تصنيفها في المرتبة 447 في قائمة 2021.

## صناعة الأغنية
كشفت سلسلة «مقتطفات البيتلز» التي صدرت عام 1995 أن لينون كتب كلمات الأغنية للتعبير عن توتره بعد صعود فريق البيتلز السريع إلى النجاح. قال لينون لمجلة بلاي بوي: «كنت سمينًا ومكتئباً وكنت أصرخ طلباً للمساعدة». يصف الكاتب إيان ماكدونالد الأغنية بأنها أول صدع في الغلاف الواقي الذي بناه لينون حول مشاعره أثناء صعود فريق البيتلز إلى الشهرة، وعلامة بارزة في أسلوبه في كتابة الأغاني.
في مقابلات رولينج ستون لعام 1970، قال لينون إن الأغنية كانت واحدة من الأغاني المفضلة له من بين أغاني البيتلز التي كتبها. في هذه المقابلات، قال لينون إنه شعر أن «النجدة» و«حقول الفراولة إلى الأبد» كانت أغانيه الأكثر صدقًا وأصالة من فريق البيتلز وليست مجرد أغانٍ «مكتوبة حسب الطلب». وفقًا لابن عم لينون وصديق الطفولة ستانلي باركس كتب: «بعد أن جاء لينون من الاستوديو ذات ليلة قال» يا إلهي، لقد غيروا عنوان الفيلم: سيطلق عليه «النجدة» الآن. لذا اضطررت إلى كتابة أغنية جديدة بعنوان «النجدة».
قال لينون أيضاً: "كنت في الحقيقة أصرخ طلبًا للمساعدة. يعتقد معظم الناس أنها مجرد أغنية سريعة لموسيقى الروك أند رول. لم أكن أدرك ذلك في ذلك الوقت. لقد كتبت الأغنية للتو لأنني كلفت بكتابتها للفيلم. لكن لاحقًا، علمت أنني كنت أصرخ حقًا طلبًا للمساعدة. لذلك كانت فترة الفيس السمين (يشبه نفسه بالفيس وزيادة وزنه في عروضه الأخيرة). في الفيلم أنا سمين جدًا، وغير آمن للغاية، وفقدت نفسي تمامًا. وأنا أغني عندما كنت أصغر سنًا وكل البقية.
وفقًا لماكارتني، تم استدعاؤه «لإكمال» الأغنية وعمل النغمات المصاحبة (يقال عنها اللحن المضاد)، في 4 أبريل 1965 في منزل لينون في ويبريدج.

## تسجيل الأغنية
جون لينون: غناء مزدوج المسار - جيتار صوتي مكون من 12 وتر
بول مكارتني: جيتار باس - ودعم غناء
جورج هاريسون: جيتار رئيسي - دعم غناء
رينغو ستار: الطبول والدف
سجل فريق البيتلز 12 نسخة من «النجدة» في 13 أبريل 1965 باستخدام معدات تسجيل ذات أربعة مسارات (تراك). تركزت الأجزاء التسعة الأولى على تسجيل الآلات الموسيقية، وثبت أن «لازمة guitar riff» الجيتار الرئيسية التي تسبق كل مقطع صعبة، لذلك تقرر تأجيلها وفسح المجال لجورج هاريسون ليسجل اللازمة ثم يضيفها لشريط الأغنية فيما بعد، قام لينون بأداء الإيقاع بالطرق على جسد الجيتار الصوتي (اكوستك)، والذي يمكن سماعه في مزيج الاستريو النهائي. تم تسجيل الغناء الأساسي والمساند مرتين في المحاولة التاسعة، جنبًا إلى جنب مع الدف. تم تطبيق مزيج الاختزال على المسارين الصوتيين، مع أخذ ثلاث محاولات (تستغرق من 10 إلى 12)، مما أدى إلى تحرير مسار للجيتار الزائد. كانت هذه أول مرة يستخدم البيتلز جهازين للتسجيل وكل جهاز منهم ذو 4 مسارات (تراكات).
على الرغم من أن لينون كان فخورًا بالأغنية والصدق الذي نقلته، إلا أنه أعرب عن أسفه لأن فريق البيتلز سجلها في مثل هذا الإيقاع السريع من أجل منح الأغنية مزيدًا من الجاذبية التجارية. اختلف معه الناقد الموسيقي ديف مارش قائلاً: «النجدة» ليست حل وسط؛ إنها تنفجر بالحيوية... يبدو لينون منتصرًا، لأنه وجد مجموعة من الأرواح المقربين الذين يقدمون المساعدة الروحية والدعم العاطفي الذي يتوسل من أجله. يردد بول التناغمات، وطبول رينغو المبهجة، والدوي من جيتار جورج يتحدث إلى القلب، وعلى الرغم من أنهم لا يستطيعون علاج الجرح، إلا أنهم يضيفون على الأقل ملاحظة تطمئن لينون إلى أنه ليس وحده من يعاني من آلامه".

## كلمات الأغنية
النجدة، أنا بحاجة إلى شخص ما Help, I need somebody
النجدة، ليس فقط أي شخص Help, not just anybody
النجدة، أنت تعلم أنني بحاجة إلى مساعدة Help, you know I need someone, help
عندما كنت أصغر سناً، كنت أصغر بكثير من اليوم When I was younger, so much younger than today
لم أحتاج أبدًا إلى مساعدة أي شخص بأي شكل من الأشكال I never needed anybody's help in any way
لكن الآن ولت هذه الأيام، لست واثقًا من نفسي But now these days are gone, I'm not so self assured
الآن أجد أنني غيرت رأيي وفتحت الأبواب Now I find I've changed my mind and opened up the doors
ساعدني إذا استطعت، أشعر بالإحباط Help me if you can, I'm feeling down
انا اقدرك بجانبي And I do appreciate you being round
ساعدني في وضع قدمي على الأرض Help me get my feet back on the ground
ألا يمكنك من فضلك؟، الرجاء مساعدتي Won't you please, please help me
والآن تغيرت حياتي بطرق عديدة And now my life has changed in oh so many ways
يبدو أن استقلاليتي تتلاشى في الضباب My independence seems to vanish in the haze
لكن بين الحين والآخر أشعر بعدم الأمان But every now and then I feel so insecure
أعلم أنني بحاجة إليك مثلما لم أفعل من قبل I know that I just need you like I've never done before
ساعدني إذا استطعت، أشعر بالإحباط Help me if you can, I'm feeling down
انا اقدرك بجانبي And I do appreciate you being round
ساعدني في وضع قدمي على الأرض Help me get my feet back on the ground
ألا يمكنك من فضلك؟، الرجاء مساعدتي Won't you please, please help me
عندما كنت أصغر سناً، كنت أصغر بكثير من اليوم When I was younger, so much younger than today
لم أحتاج أبدًا إلى مساعدة أي شخص بأي شكل من الأشكال I never needed anybody's help in any way
لكن الآن ولت هذه الأيام، لست واثقًا من نفسي But now these days are gone, I'm not so self assured
الآن أجد أنني غيرت رأيي وفتحت الأبواب Now I find I've changed my mind and opened up the doors
ساعدني إذا استطعت، أشعر بالإحباط Help me if you can, I'm feeling down
انا اقدرك بجانبي And I do appreciate you being round
ساعدني في وضع قدمي على الأرض Help me get my feet back on the ground
ألا يمكنك من فضلك، ساعدني، ساعدني، ساعدني، أوه Won't you please, please help me, help me, help me, oh

## الأغنية على القوائم حول العالم
احتلت المركز الأول في: أستراليا - كندا - ايرلندا - هولندا - نيوزيلندا - النرويج - جنوب إفريقيا - السويد - المملكة المتحدة - الولايات المتحدة.
احتلت المركز الثاني في ألمانيا، والخامس في النمسا  وبلجيكا.
احتلت على قوائم أفضل أغاني العام المركز السابع في هوت بيلبورد 100، والمركز الثامن في جنوب افريقيا  والمركز 11 على قائمة الكاش بوكس.
حصلت الأغنية على جائزة الاسطوانة الفضية في المملكة المتحدة، والاسطوانة الذهبية في الولايات المتحدة.

## وصلات خارجية
https://www.beatlesbible.com/songs/help/ النجدة (أغنية البيتلز)
https://www.the-paulmccartney-project.com/song/help/ النجدة (أغنية البيتلز)
https://www.songfacts.com/facts/the-beatles/help النجدة (أغنية البيتلز)
https://www.youtube.com/watch?v=2Q_ZzBGPdqE النجدة (أغنية البيتلز)